# Fabrizio De Angelis
Fabrizio De Angelis (* 15. November 1940 in Rom) ist ein italienischer Filmregisseur und Filmproduzent.

## Leben
De Angelis begann in den frühen 1970er Jahren als Produktionsleiter und ab Mitte der 1970er als Produzent im italienischen Genrekino. Dabei drehte er bevorzugt Erotikfilme, die er mit Aristide Massaccesi realisierte; später verlegte er sich – ab den 1980ern war er auch als Drehbuchautor und Regisseur seiner Stoffe aktiv – auf Actionware. Seine Filme waren rein auf Kommerz ausgerichtete Produkte, die für den internationalen Markt produziert und somit eng an amerikanischen Vorbildern entlang inszeniert wurden; so entstanden unter anderem die Serien um den modernen Indianer Thunder und die Karate-Kid-Epigonen um den Karate Warrior. De Angelis’ Stammpseudonym war Larry Ludman.

## Filmografie (Auswahl)

### Regie
- 1983: Thunder (Thunder)
- 1984: Giant Killer (Impatto mortale)
- 1984: Sag’ nie wieder Indio (Cane arrabbiato)
- 1986: Die Rückkehr der Wildgänse (Cobra Mission)
- 1987: Thunder 2 (Thunder II)
- 1987: Karate Warrior (Il ragazzo dal kimono d'oro)
- 1987: Overthrow (Colpo di stato)
- 1988: Thunder 3 (Thunder III)
- 1988: Karate Warrior 2 (Il ragazzo dal kimono d'oro 2)
- 1989: Der Mörder-Alligator (Killer Crocodile)
- 1990: Karate Rock (Il ragazzo delle mani d'acciaio)
- 1990: The Last Match (L'ultima partita)
- 1991: Karate Warrior 3 (Il ragazzo dal kimono d'oro 3)
- 1991: Arizona Road (Fuga da Kayenta)
- 1992: Karate Warrior 4 (Il ragazzo dal kimono d'oro 4)
- 1992: Karate Warrior 5 (Il ragazzo dal kimono d'oro 5)
- 1993: Karate Warrior VI (Il ragazzo dal kimono d'oro, Zusammenschnitt von Fernsehepisoden)
- 1994: Taxi ins Glück (Sogno d'amore)
- 1994: The Iron Girl (La ragazza d'acciaio)

### Produktion
- 1976: Black Emanuelle – Stunden wilder Lust (Emanuelle in America)
- 1976: Camorra – Ein Bulle räumt auf (Napoli violenta)
- 1977: Emanuela – Alle Lüste dieser Welt (Emanuelle – Perché violenza alle donne?)
- 1977: Nackt unter Kannibalen (Emanuelle e gli ultimi cannibali)
- 1978: Sklavenmarkt der weißen Mädchen (La via della prostituzione)
- 1979: Flotte Teens und Sex nach Noten (L’insegnante balla… con tutta la classe)
- 1979: Woodoo – Die Schreckensinsel der Zombies (Zombi 2)
- 1980: Zombies unter Kannibalen (Zombi holocaust)
- 1981: Über dem Jenseits (L'aldilà)
- 1981: Das Haus an der Friedhofsmauer (Quella villa accanto al cimitero)
- 1982: Der New York Ripper (Lo squartatore di New York)
- 1982: Amulett des Bösen (Manhattan baby)
- 1982: The Riffs – Die Gewalt sind wir (1990: I guerrieri del Bronx)
- 1983: Metropolis 2000 (I nuovi barbari)
- 1989: Cy-Warrior (Cyborg, il guerriero d'acciaio)
- 1990: Killer-Krokodil II – Die Mörderbestie (Killer crocodile II)